# Santana do Piauí
Santana do Piauí este un oraș în Piauí (PI), Brazilia.